# Toussaint Ngoma Foumanet
Toussaint Ngoma Foumanet C.S.Sp (né le 1er novembre 1975 à Sibiti) est un prélat catholique congolais, évêque de diocèse de Dolisie depuis mai 2022.

## Biographie
En 1998, Toussaint Ngoma Foumanet intègre la Congrégation du Saint-Esprit. Sa formation spiritaine initiale le conduit à Libreville au Gabon, où il étudie la philosophie de 1999 à 2002, puis à Mbalmayo, au Cameroun, où il fait son noviciat en 2003.
De 2004 à 2008 il étudie la théologie à Saint Cyprien de Ngoya, près de Yaoundé. Sa profession perpétuelle est faite le 14 septembre 2007, toujours à Ngoya.
Il est ordonné prêtre le 26 juillet 2008 à Pointe-Noire, en république du Congo.
Depuis son ordination presbytérale, Toussaint Ngoma Foumanet a exercé les responsabilités suivantes au sein de sa congrégation : conseiller pour le Conseil de région (2008 – 2009); 2e assistant du Supérieur régional (2009 – 2010); 2e assistant du Supérieur de la Fondation d’Afrique centrale (2011 – 2013), puis 1er assistant du Supérieur provincial en République centrafricaine (2013 – 2016),.
Le père Toussaint a également exercé des responsabilités pastorales et missionnaires. Tout d’abord en république centrafricaine, comme vicaire (2008-2009), puis curé (2009-2011) de la Paroisse du Saint Esprit de Pissaï dans le diocèse de Mbaïki, doyen du secteur pastoral et doyen des études de droit à l’université de Bangui. Il est curé de la Paroisse Notre Dame d’Afrique Parish dans l'archidiocèse métropolitain de Bangui (2011 – 2016) et à nouveau doyen du secteur (2013-2016).
De 2016 à aujourd'hui, il est provincial de la Congrégation du Saint-Esprit en république du Congo et coordinateur de l'Union des circonscriptions spiritaines d'Afrique centrale (UCSAC).
Il a également été président de la Conférence des Supérieurs d'Afrique et de Madagascar (2017-2019), curé de Saint Kizito dans l'arrondissement 1 de Brazzaville à Makélékélé (2018-2019), vicaire de la paroisse Saint Grégoire de Massengo (2019-2020) et vicaire de la paroisse Notre-Dame des Victoires de l'arrondissement 5 Ouenzé à Brazzaville (2020-2021).
Le 11 mai 2022, le pape François choisit Toussaint Ngoma Foumanet pour succéder à  Bienvenu Manamika Bafouakouahou, transféré en novembre 2021 au siège métropolitain de Brazzaville.